# Guido Maifreni
Guido Maifreni (Volterra, 23 gennaio 1894 – Melette, 4 dicembre 1917) è stato un militare italiano, insignito della medaglia d'oro al valor militare.
Il tenente Maifreni fu un ufficiale del Regio esercito appartenente al 12º Reggimento bersaglieri; morì sul Monte Meletta Davanti (Altopiano dei Sette Comuni) durante la prima guerra mondiale. Fu insignito della medaglia d'oro al Valor Militare.
A Melette di Gallio è stato eretto in suo onore un monumento costruito dal comune di Castiglione delle Stiviere nel 2000 con lapide ricordo. Castiglione delle Stiviere ha dedicato al militare anche un viale in città.